# Dolomit
Dolomit /ˈdɒləmaɪt/ là một loại đá trầm tích cacbonat cũng như một khoáng vật. Công thức hóa học của tinh thể là CaMg(CO3)2.
Đá dolomit được tạo nên phần lớn bởi khoáng vật dolomite. Đá vôi được thay thế một phần bởi dolomite được gọi là đá vôi dolomit. Dolomit lần đầu được mô tả vào năm 1791 bởi nhà tự nhiên học và địa chất người Pháp, Déodat Gratet de Dolomieu (1750–1801) cùng với việc phát hiện ra dãy Dolomite Alps ở phía bắc Ý.

## Tính chất

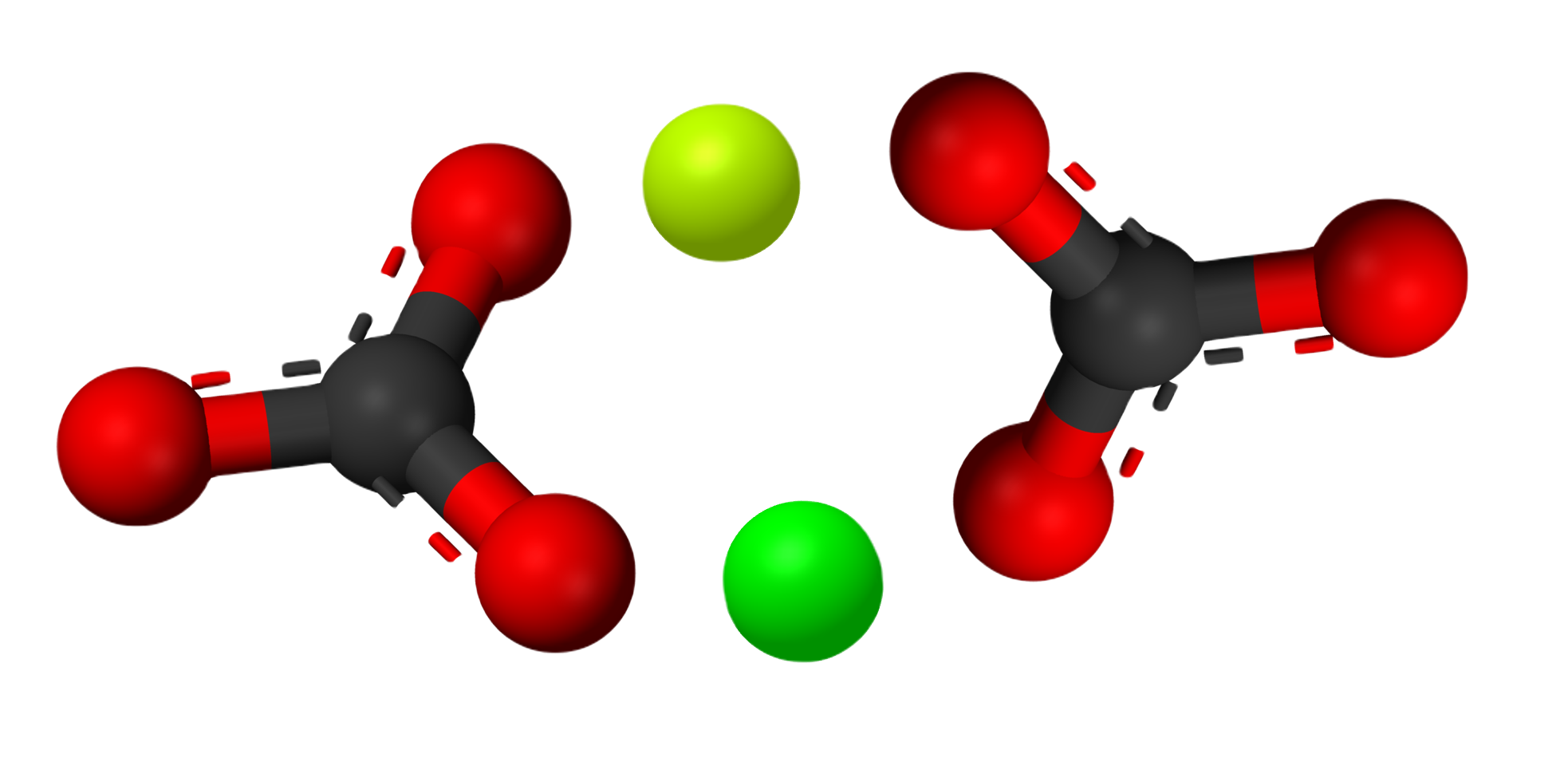
phân tử dolomit

Khoáng vật dolomite kết tinh ở hệ tinh thể ba phương. Nó tạo thành tinh thể trắng, xám đến hồng, thường có hình cong mặc dù nó thường ở dạng khối. Nó có tính chất vật lý tương tự như tinh thể canxit, nhưng không hòa tan nhanh chóng trong dung dich HCl loãng trừ trường hợp ở dạng bột. Độ cứng là 3,5 đến 4 và tỉ trọng là 2,85. Chiết suất nω = 1,679 – 1,681 và nε = 1,500. Song tinh khá phổ biến. Hỗn hợp rắn trong tự nhiên giữa dolomit và ankerit giàu sắt. Một lượng nhỏ sắt trong cấu trúc khiến cho tinh thể có màu vàng đến nâu. Mangan có thể thay thế trong cấu trúc tinh thể, có thể đến 3 phần trăm MnO. Hàm lượng mangan cao khiến cho tinh thể có màu hồng. Có thể hình thành một dải khoáng vật với kutnohorit giàu mangan. Chì và kẽm cũng có thể thay thế magnesi trong cấu trúc tinh thể.

## Hình thành
Rất nhiều mỏ có thể tìm thấy trong niên đại địa chất, tuy nhiên khoáng vật này khá hiếm trong môi trường hiện đại. Việc làm nhân tạo dolomit trong phòng thí nghiệm đã được tiến hành nhưng chỉ ở điều kiện nhiệt độ lớn hơn 100 độ C (điều kiện điển hình ở các bồn trầm tích chôn vùi), mặc dù rất nhiều dolomit trong các ghi chép địa chất có vẻ được hình thành ở điều kiện nhiệt độ thấp. Nhiệt độ cao có vẻ làm tăng tốc độ di chuyển của ion calci và magnesi nên chúng có thể ở ví trí thích hợp của cấu trúc tinh thể trong một thời gian vừa phải. Điều đó cho thấy dolomit ít được hình thành ngày nay có thể do các yếu tố động năng của phân tử, tức là nhiệt độ.
Dolomit vẫn có thể tồn tại ở dạng khoáng vật kết tủa trong những môi trường đặc biệt trên mặt đất ngày nay. Vào thập niên 1950 và 1960, dolomit được tìm thấy hình thành ở các hồ nước mặn ở vùng Coorong ở Nam Úc. Tinh thể dolomit cũng xuất hiện ở các trầm tích sâu dưới đại dương, nơi có hàm lượng hữu cơ cao.
Các nghiên cứu gần đây tìm thấy dolomit hình thành dưới điều kiện kị khí ở các phá nước mặn dọc bờ biển Rio de Janeiro ở Brasil. Một trường hợp thú vị được tìm thấy là sự hình thành dolomit ở trong thận của một con chó Dalmatian. Điều này được cho rằng bởi các quá trình hóa học được gây ra bởi vi khuẩn. Dolomit có thể được hình thành trong những điều kiện này do sự tương tác của các loại vi khuẩn khử sulfat.
Hiện nay cơ chế hình thành dolomit bởi vi khuẩn đang được nghiên cứu thêm.
Dolomit được hình thành dưới nhiều điều kiên môi trường khác nhau và có thể có các đặc điểm cấu trúc, cấu tạo và hóa học thay đổi. Dolomit được tìm thấy ngay nay khá khác biệt so với các mẫu dolomit tìm thấy trong các ghi chép địa chất, khiến cho các nhà nghiên cứu cho rằng môi trường dolomit hình thành trong quá khứ khác biệt nhiều so với các mẫu hình thành ngày nay. 
Trong một thời gian dài, các nhà khoa học đã gặp nhiều khó khăn trong việc làm nhân tạo dolomit. Tuy nhiên, trong một nghiên cứu năm 1999, thông qua một quá trình xen kẽ giữa hòa tan và tái kết tủa, một lượng nhất định dolomit đã được tổng hợp trong điều kiện nhiệt độ và áp suất thấp.

### Đảo san hô ngầm
Quá trình dolomit hóa calcit cũng xảy ra ở một độ sâu nhất định ở các đảo san hô nơi mà nước chưa bão hòa calci cabonat nhưng bão hòa dolomit. Sự đối lưu tạo bởi thủy triều và dòng biển tăng cường thay đổi này. Các dòng nhiệt dịch tạo bởi núi lửa ở các đảo san hô ngầm cũng đóng vai trò rất quan trọng.

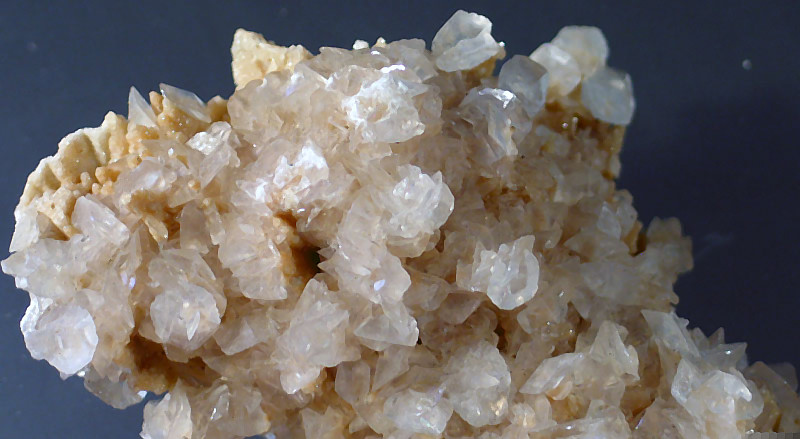
Dolomite.
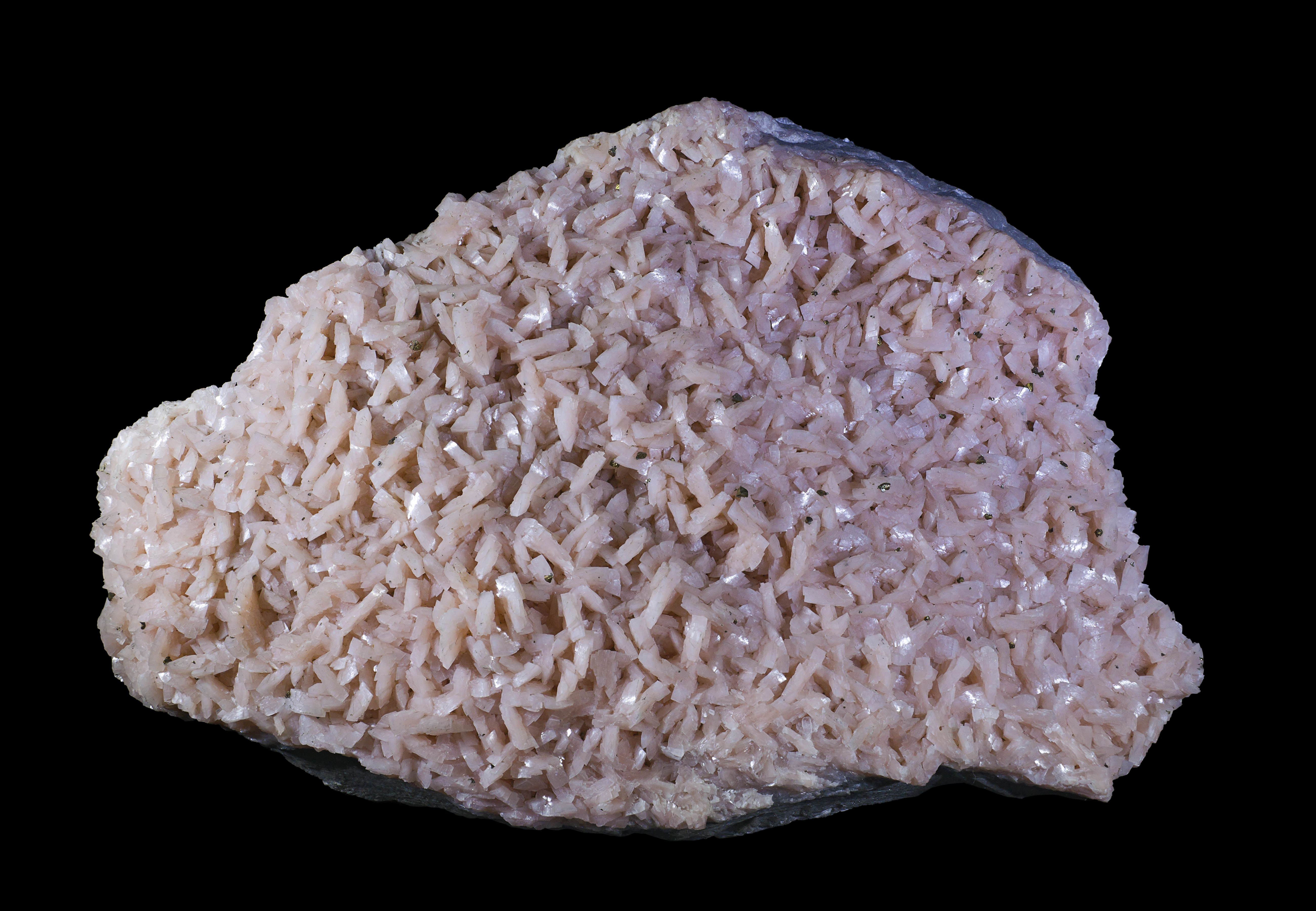
Dolomite druse from Lawrence County, Arkansas, USA (size: 24 x 18 x 8 cm)
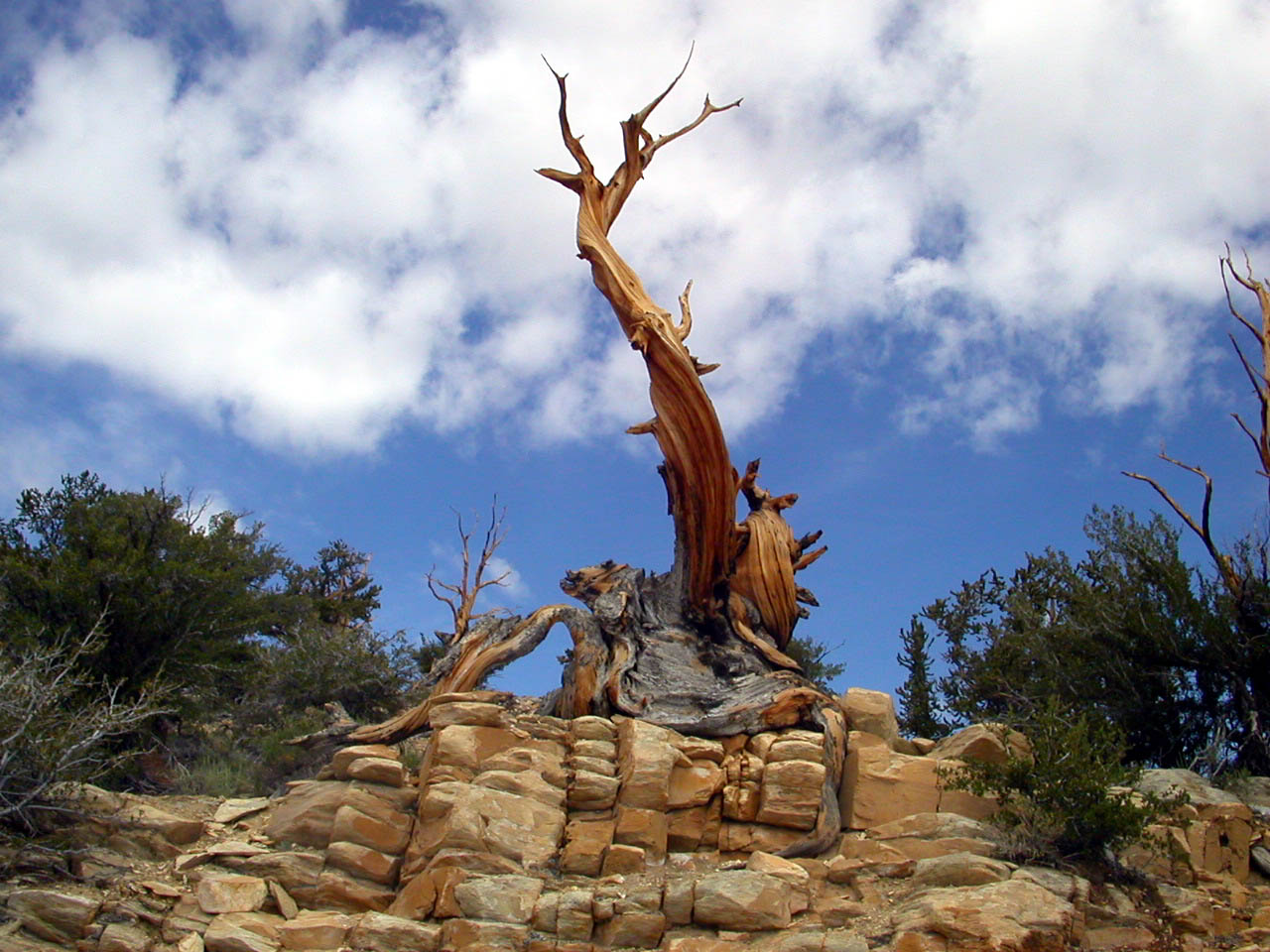
Đá gốc dolomite ở White Mountains, California.
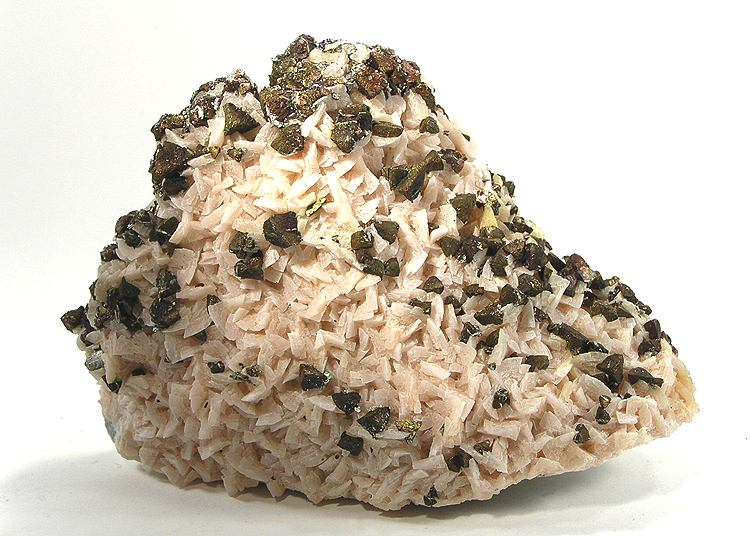
Dolomit với chalcopyrit từ Tri-state district, Cherokee County, Kansas (kích thước: 11.4 x 7.2 x 4.6 cm)

## Sử dụng
Dolomit được dung làm đá trang trí, hỗn hợp xi măng, là nguồn magnesi oxit và trong quá trình Pidgeon để sản xuất magnesi. Nó là một loại đá trữ dầu quan trọng. Dolomit đôi khi được dung làm phụ gia trong luyện kim. Lượng lớn dolomite được dung trong việc sản xuất thủy tinh.
Trong nghệ thuật trồng hoa, dolomite và đá vôi dolomit được thêm vào đất để làm giảm tính axit và là nguồn cung cấp magnesi.